# Michel-Ange – Auteuil (stanice metra v Paříži)
Michel-Ange – Auteuil [mikelanž - ótej] je přestupní stanice pařížského metra mezi linkami 9 a 10 v 16. obvodu v Paříži. Nachází se na křižovatce ulic Rue Michel-Ange, pod kterou prochází linka 9, a Rue d'Auteuil, pod kterou se nachází linka 10. Linka 10 je v této části jednosměrná, tj. vlaky jezdí pouze ve směru ze stanice Gare d'Austerlitz do stanice Boulogne – Pont de Saint-Cloud.

## Historie
Stanice byla otevřena 30. září 1913 při prodloužení linky 8 od stanice Beaugrenelle (dnes Charles Michels) po Porte d'Auteuil.
Nástupiště linky 9 bylo otevřeno 8. listopadu 1922, když byl zprovozněn první úsek linky mezi stanicemi Exelmans a Trocadéro.
27. července 1937 byl úsek linky 8 La Motte-Picquet – Grenelle ↔ Porte d'Auteuil odpojen od linky 8 a stal se součástí linky 10.

## Název
Jméno stanice se skládá ze dvou částí a je odvozeno od názvů ulic, které se zde kříží: Rue Michel-Ange a Rue d'Auteuil. Michel-Ange je francouzský tvar jména italského umělce Michelangela Buonarrotiho. Auteuil je název obce, která byla v roce 1860 připojena k Paříži, dnes se tak jmenuje jedna ze čtvrtí 16. arrondessementu.

## Vstupy
Na lince 9 je výstup z nástupiště na jeho začátku ve směru Mairie de Montreuil a vede na náměstí Place Jean Lorrain. Na lince 10 je výstup uprostřed a na konci nástupiště, které vedou rovněž na náměstí nebo do ulice Rue d'Auteuil.